# Johannes Hoffmann (Wirtschaftsethiker)
Johannes Hoffmann (* 6. April 1937 in Altreichenau, Landkreis Waldenburg, Provinz Niederschlesien) ist ein deutscher Wirtschaftsethiker. Er ist Pionier der Entwicklung ethisch-ökologischer Bewertungs- und Ratingmethoden für Geld- und Kapitalanlagen. 1997 war Hoffmann federführend verantwortlich für die Entstehung des Frankfurt-Hohenheimer Leitfadens. Das Konzept prüft die Börsengesellschaften nach Kultur-, Sozial-, und Naturverträglichkeit und ist die umfassendste Kriteriologie für ethische Investments.

## Leben

### Ausbildung
Hoffmann wurde als Sohn der Bauern Alfred und Anna Hoffmann geboren. Nach dem frühen Tod seiner Eltern wuchs er bei Pflegeeltern in Grüssau auf. Nach der Vertreibung 1946 kam die Familie nach Rhedebrügge, wo er eingeschult wurde. Nach dem Abitur 1959 am Gymnasium Remigianum in Borken studierte Hoffmann Katholische Theologie und Volkswirtschaftslehre an den Universitäten Münster, München und Bonn sowie Psychologie an der Universität Saarbrücken. 1972 promovierte er an der Universität Bonn bei Franz Böckle zum Dr. theol.

### Wirken
Nach akademischen Stellen für die Bereiche Theologische Anthropologie und Moralpädagogik an der Universität Saarbrücken und der Pädagogischen Hochschule Westfalen-Lippe in Münster wurde Hoffmann 1976 zum Professor für Moraltheologie und Sozialethik an der Johann-Wolfgang-Goethe-Universität Frankfurt am Main berufen. In Frankfurt spezialisierte er sich im Fachgebiet Wirtschaftsethik. 1989 wurde Hoffmann von Managern der Deutschen Bank gebeten, eine Kriteriologie zur Bewertung von Unternehmen und Kapitalanlagen zu entwickeln. Zusammen mit Gerhard Scherhorn bildete er 1993 eine Projektgruppe „Ethisch-ökologisches Rating“, die bis heute Begleitforschung zum Ethischen Investment betreibt. Daraus entstand 1997 der Frankfurt-Hohenheimer Leitfaden, der mit 850 Einzelkriterien die erste theoretische Grundlage zur ethischen Bewertung von Unternehmen und Kapitalanlagen war. Der Wertebaum des Leitfadens besteht aus den drei Dimensionen Kultur-, Natur- und Sozialverträglichkeit und zahlreichen Handlungsbereichen innerhalb einer Dimension. Bis zu seiner Emeritierung 2002 lehrte Hoffmann als Professor an der Johann-Wolfgang-Goethe-Universität Frankfurt am Main. Zu Hoffmanns wissenschaftlichen Forschungsschwerpunkten gehören die Entwicklung ethischer Kriterien für die Bewertung von Unternehmen und Geldanlagen. Um Druck im Markt auszuüben, damit mehr ethisch-ökologische Anlageprodukte angeboten werden, gründete Hoffmann im Jahr 2000 den Verein Corporate Responsibility Interface Centre (CRIC), eine Interessensgemeinschaft für ethisch orientierte Investoren. Zudem war Hoffmann Mitgründer des Forums Nachhaltiger Geldanlagen (FNG) im Jahr 2001.

## Mitgliedschaften
- Theologie Interkulturell e. V., Frankfurt, Mitglied des Vorstandes seit 1985
- „Ethisch-Ökologisches Rating“. Universität Frankfurt/M., Projektleiter seit 1993[10]
- oekom research AG in München seit 1999 Mitglied des Vorstandes des Wissenschaftlichen Beirates bis 2016
- Gründung des Vereins für ethisch orientierte Investoren (CRIC e. V.), ab 2000 Vorsitzender und seit 2007 Ehrenvorsitzender
- Umweltbank, Mitglied des Umweltrates der seit 1997 (von 2003 bis 2007 Vorsitzender)
- Projektgruppe „Schulden-Kompass Deutschland“ der SCHUFA Holding AG, Wiesbaden von 2003 bis 2007 Vorsitzender der
- Mitglied in ethischen Anlagebeiräten von zwei österreichischen und zwei deutschen Banken, sowie Ordensgemeinschaften[11]

## Schriften (Auswahl)

### Monographien
- Praktizierende Katholiken zwischen Kirche und Gesellschaft. Ein Beitrag zum Problemen der Moralverkündigung. Dissertation. Universität Bonn 1971. Patmos, Düsseldorf 1973, ISBN 3-491-00398-9.
- Moralpädagogik. Moraltheologische und moralpädagogische Grundlegung, Patmos-Verlag, Düsseldorf 1979
- Ethische Kriterien für die Bewertung von Unternehmen: Frankfurt-Hohenheimer Leitfaden, Johannes Hoffmann, Konrad Ott, Gerhard Scherhorn (Herausgeber), Iko-Verlag Berlin (1. Januar 1997)
- Saubere Gewinne: so legen Sie Ihr Geld ethisch-ökologisch an. Herder, Freiburg im Breisgau, Basel, Wien 2002, ISBN 3-451-05202-4.
- Stereotypen, Vorurteile, Völkerbilder in Ost und West in Wissenschaft und Unterricht: eine Bibliographie. Harrassowitz, Wiesbaden.
- Eine Politik für Nachhaltigkeit – Neuordnung der Kapital- und Gütermärkte. Altius, Erkelenz 2009, ISBN 978-3-932483-22-6.

### Herausgeber
- „Das eine Menschenrecht für alle und die vielen Lebensformen.“ Band I: Begründung von Menschenrechten aus der Sicht unterschiedlicher Kulturen, Frankfurt 1991. Band II: Universale Menschenrechte im Widerspruch der Kulturen, Frankfurt 1994. Band III: Die Vernunft in den Kulturen – Das Menschenrecht auf kultureigene Entwicklung, Frankfurt 1994.
- Ethische Kriterien für die Bewertung von Unternehmen – Frankfurt-Hohenheimer Leitfaden – Deutsch und Englisch, mit Konrad Ott und Gerhard Scherhorn, Hrsg., Frankfurt 1997.
- „Wirtschaftsethik aus der Perspektive der Armen und der Schöpfung“, Frankfurt, Herbst 1999.
- „Eine Politik für Nachhaltigkeit, Neuordnung der Kapital- und Gütermärkte“, mit Gerhard Scherhorn, Erkelenz 2009.
- „Systemänderung oder Kollaps unseres Planeten, Erklärung der Forschungsgruppe Ethisch-Ökologisches Rating der Goethe-Universität Frankfurt - Arbeitskreis Wissenschaft“, Altius Verlag, Erkelenz 2016
- „Ethische Implikationen veränderter Rahmenbedingungen in der sozialen Arbeit, Beispiel: Betreuungsrecht – Insolvenzrecht – Asylverfahren“, mit Gwendolin Wanderer, Frankfurt 2000.
- „The European Central Bank as a Sustainability Role Model, Philosophical, Ethical and Economik Perspetives“, mit Harald Bolsinger und Bernd Villhauer, Springer Nature Switzerland AG 2021

### Wissenschaftliche Publikationen
- „Ökonomische Rationalität und Vernunft aus Glauben. Ein Beitrag zur Weltwirtschaftsordnung und der Entwicklungspolitik aus theologischer Sicht“, in: Gerfried W. Hunold / Wilhelm Korff, Hg., Die Welt für morgen. Ethische Herausforderungen im Anspruch der Zukunft, Franz Böckle zum 65. Geburtstag zugeeignet, Kösel Verlag München 1986, Seiten 107–128
- „Money as Global Mantra: Replacement of an Economy Based on Reciprocity and Distribution by a Market Economy Based on Profit and Competition“, in Jeevadhara. A Journal of Christian Interpretation. (Kottayam, India), vol. 25, No. 145, 1995, pp. 32-51
- “Money als World Formula. The principal Cause for the displacement of an economy based on reciprocity and redistribution by a market economy based on profit and competition”, in: Obiora F. Ike, (Editor), Theology an Economy in Dia-logue. Towards Social and Economic Justice for All: A Euro-African Dialogue; Enugu (Nigeria) 1996, 15-57
- „The Importance of Cultural Value Systems for the Implementation of Sustainable Development“, in: Clemens Mendoca/Bernd Jochen Hilberath, HG., Religion and Culture. A Multicultural Discussion. Festschrift in Honour of Francis X. D’Sa, SJ, Institut for the Study of Religion, Pune, 2011, p.48-58.
- „Das Wettbewerbsrecht muss geändert werden!“ Gastbeitrag: Die Externalisierung von Kosten bewirkt das Gegenteil von Nachhaltigkeit. Verantwortlich wirtschaftende Unternehmen müssen faire Bedingungen erhalten, in: Handelsblatt Business Briefing, 11. April 2014, Seite 12.
- „Ethisch-ökologische Kriterien zur Beurteilung von innovativen Cleantech Unternehmen am Beispiel des Toprunner Projektes des japanischen Wirtschaftsministeriums“, in: Cleantech Rating, Frankfurt 1. Auflage 2015, Seite 126–137
- „CSR in Hessen. Transformation zur Nachhaltigkeit – Impulse aus Bildung, Gesellschaft“, Wirtschaft; Springer Gabler, Berlin 2021, Seiten 245–304.
- „Where We Stand When It Comes to Sustainable Financial Markets“, In: The European Central Bank as a Sustainability Role Model. Philosophical, Ethical and Economic Perspectives; Springer Nature Switzerland 2021, S. 1–10.